# Cantone di Cozes
Il Cantone di Cozes era una divisione amministrativa dell'arrondissement di Saintes.
A seguito della riforma approvata con decreto del 27 febbraio 2014, che ha avuto attuazione dopo le elezioni dipartimentali del 2015, è stato soppresso.

## Composizione
Comprendeva i comuni di:
- Arces-sur-Gironde
- Barzan
- Boutenac-Touvent
- Brie-sous-Mortagne
- Chenac-Saint-Seurin-d'Uzet
- Cozes
- Épargnes
- Floirac
- Grézac
- Meschers-sur-Gironde
- Mortagne-sur-Gironde
- Saint-Romain-sur-Gironde
- Semussac
- Talmont-sur-Gironde